# فوائض عسكرية
الفوائض العسكرية هي سلع، من العتاد العسكري في الغالب، ويتم بيعها أو التخلص منها، عندما تنتفي حاجة القوات العسكرية إليها. وكثيرًا ما يقوم المتعهدون بشراء هذه السلع، ثم إعادة بيعها في متاجر الفوائض، ونادرًا ما تحتوي الفوائض العسكرية على أسلحة أو ذخيرة، غير أنه من الممكن إيجادها في بعض الأحيان في مثل هذه المتاجر. غالبًا ما تتمثل السلع التي يبيعها الجيش في الملابس والمعدات والأدوات التي يُستفاد منها بشكلٍ عام مثل الشارات المزركشة، وشارات الاسم وأية معدات أخرى يمكن استخدامها في الملابس المحاكية للزي الرسمي العسكري. وكذلك تباع بعض المركبات من آن إلى آخر (مثل سيارات الجيب والشاحنات، إلى آخره).
تتباين أنماط الباحثين عند شراء هذه السلع، منهم المكافحون ومحبو أسلحة الألعاب المحاكية للحرب وكرات الطلاء، وكذلك الباحثون عن الأزياء العسكرية القوية عالية الجودة.